# Claudia Motta
Claudia Marisol Motta Zepeda (31 de mayo de 1971 en Ciudad de México) es una actriz de doblaje, locutora comercial y patinadora mexicana. Es principalmente conocida por ser la actriz que habitualmente dobla a Kirsten Dunst en Hispanoamérica, de manera paralela a los filmes ella también interpretó a Mary Jane Watson en la serie animada El Hombre Araña.
Entre otros de sus papeles conocidos se encuentran: Orihime Inoue en Bleach, Doremi Harukaze de Magical Doremi, Árale de Dr. Slump 2, Merle en La visión de Escaflowne, y Pandora en la versión para Televisión de Los Caballeros del Zodiaco: La Saga de Hades.
También es conocida por dar la voz a Bart Simpson para la versión hispanoamericana de la serie animada Los Simpson desde la mitad de la novena temporada en reemplazo de Marina Huerta, hasta la decimoquinta temporada, cuando casi todos los actores de doblaje de la serie (incluida ella) renunciaron por un conflicto entre la empresa Grabaciones y Doblajes Internacionales y el sindicato mexicano de actores (ANDA). Inició su carrera en el doblaje en el año de 1994.
Actualmente es conocida por doblar a Yu Tendo en Beyblade: Metal Fusion y Kendall Perkins en Kick Buttowski: Medio doble de riesgo.

## Filmografía

### Películas
Kirsten Dunst
- Triunfos Robados - Torrance Shipman (2000)
- El Hombre Araña - Mary Jane Watson (2002)
- La Sonrisa de Mona Lisa - Betty Warren (2003)
- El Hombre Araña 2 - Mary Jane Watson (2004)
- Wimbledon - Lizzy Bradbury (2004)
- Eterno resplandor de una mente sin recuerdos - Mary (2004) (3.ª versión)
- María Antonieta - María Antonieta (2006)

Jessica Cauffiel
- Legalmente rubia - Margot (2001)
- Legalmente rubia 2 - Margot (2003)

Julia Stiles
- Un novio en apuros - Becky (2003)
- El príncipe y yo - Paige Morgan (2004)

Otros papeles
- El club de las divorciadas - Chris Paradis (Jennifer Dundas) (1996)
- Harriet la espía - Marion Hawthorne (Charlotte Sullivan) (1996)
- Hombre lobo americano en París - Serafine Pigot (Julie Delpy) (1997)
- Lolita - Lolita (Dominique Swain) (1997)
- Spice World - Victoria Adams "Posh Spice" (Victoria Adams ) (1997)
- El milagro de Fátima - Lucía (Vanessa Antunes) (1997)
- Rehenes - Willow Patchett (Bonnie Root) (1997)
- Cartas de amor - Melissa Gardner Cobb (Laura Linney ) (1999)
- Ella es - Chandler (Tamara Mello) (1999)
- La familia Patridge - Susan Dey/ Laurie (Kathy Wagner) (1999)
- El hijo del diablo - Holly (Reese Witherspoon) (2000)
- Juegos sexuales 2 - Danielle Sherman (Sarah Thompson) (2000)
- Vidas pasadas - Claire (Julia Brendler) (2000)
- Amenaza virtual - Alice (Claire Forlani) (2001)
- American Pie 2: Tu segunda vez es mejor - Amber (Lisa Arturo) (2001)
- La guardadora de secretos - Laurel (RuDee Sade) (2001)
- Amor a segunda vista - Meryl (Heather Burns) (2002)
- Atrápame si puedes - Brenda Strong (Amy Adams) (2002)
- Olas Salvajes - Eden (Michelle Rodriguez) (2002)
- Sin rastro - Samantha Harper (Zooey Deschanel) (2002)
- El chico nuevo - Danielle (Eliza Dushku) (2002)
- Pumpkin - Cici Pinkus (Melissa McCarthy) (2002)
- Step Up 2: The Streets - Andie (Briana Evigan) (2008)
- Una fiesta salvaje - Gwen Pearson (Tara Reid) (2002)
- Alguien tiene que ceder - Marin (Amanda Peet) (2003)
- La guardería de papá - Jenny (Lacey Chabert) (2003)
- Ned Kelly - Julia Cook (Naomi Watts) (2003)
- Némesis: Enigma - Sara Novak (Carly Pope ) (2003)
- Las reglas del amor - Kelly (Maggie Lawson) (2004)
- American Pie: Campamento de bandas - Arianna (Lauren C. Mayhew) (2005)
- Casanova - Francesca Bruni (Sienna Miller) (2005)
- El hombre de la casa - Evie (Monica Keena) (2005)
- La marca de la bestia - Brooke (Kristina Anapau) (2005)
- Un alma en silencio - Michelle (Katy Mixon) (2005)
- Un paso adelante - Nora Clark (Jenna Dewan) (2006)
- El desinformante - Ginger Whitacre (Melanie Lynksey) (2009)
- ¿Otra vez tú? - Taylor (Christine Lakin) (2010)
- Beastly - Sloane Hagen (Dakota Johnson (2011) (2.ª versión)

### Películas animadas
Cindy Robinson
- Monster High: Amor monstruoso - Operetta
- Monster High: Escape de playa calavera - Operetta
- Monster High: Viernes de patinaje terrorífico - Operetta
- Monster High: Una fiesta tenebrosa - Operetta
- Monster High: 13 Deseos - Operetta

Janie Mertz
- Daria: ¿Es hora de ir a la universidad? - Brittany Taylor
- Daria: ¿Ya llegó el otoño? - Brittany Taylor

Ashleigh Ball
- My Little Pony: Friendship Is Magic - Applejack
- My Little Pony: Equestria Girls - Applejack
- My Little Pony: La Película - Applejack

Otros
- La sirenita 2: Regreso al mar - Voces diversas
- La sirenita 3: Los Comienzos de Ariel - Aquata
- Phineas y Ferb la película: A través de la segunda dimensión - Computadora
- South Park: Bigger, Longer & Uncut - Ike Broflosky
- Don Gato y su pandilla - Voces adicionales

### Series animadas
- ¿Qué hay de nuevo, Scooby-Doo? - Alexandra Viggi
- ¡Jakers! Las aventuras de Piggley Winks - Molly Winks (2ª voz)
- La casa de los dibujos - Charlie Brown (un ep.)

Otros Papeles
- My Little Pony: La magia de la amistad - Applejack
- Monster High - Operetta
- Krypto, el superperro - Squeaky
- Los Simpson:
  - Bart Simpson (9.ª-15.ª; 30ª [voz cantada en el episodio Krusty el Payaso], 32.ª, presente)
  - Marge Simpson (temporada 32.ª, presente)
  - Lisa Simpson (episodio El hombre radiactivo, 7.ª temporada)
  - Ralph Wiggum (temporadas 7.ª y 8.ª)
  - Sherry y Terry - (hasta mediados 9.ª temporada)
  - Ned Flanders (niño) (8ª temporada)
  - Erica (30ª temporada)
  - Voces adicionales (7.ª - 15.ª temporada, 30.ª temporada, 32.ª - presente)
- ¡Oye Arnold!:
  - Olga Pataki
  - Lila Sawyer
  - Rhonda Wellintong Lloyd (primeros episodios)
  - Susie Kokoshka (algunos episodios)
  - Maria (1ª aparición, temp. 1, ep. 5)
  - Gloria (temp. 1, ep. 18)
  - Voces adicionales
- El Hombre Araña: la serie - Mary Jane Watson
- El Campamento de Lazlo - Greta
- Hora de aventura - Melissa / Princesa Mora (3.ª Voz)
- Un show más - Chica en aeropuerto
- Aventuras de la pequeña arañita- Lidia
- Daria - Brittany Taylor
- Robotboy - Tommy
- Phineas y Ferb - Melanie (2ª voz)
- Kick Buttowski: Medio doble de riesgo:
  - Kendall Perkins
  - Penélope Paterson (ep. 4)
  - Voces adicionales
- La ley de Milo Murphy - Srta. Baxter
- La guardia del león - Muhimu
- Loonatics: 
  - Misty Brisa
  - Robo-amigo
  - Voces adicionales
- Mickey Mouse: Mix de Aventuras - Almanda de Quack
- KaBlam! - Loopy Cooper
- Equipo de rescate - Jumpi
- Generador Rex - Caleb
- South Park - Ike Broflovski (temps. 1-2, doblaje mexicano)
- Futurama - Cubert J. Farnsworth (temps. 3-4)
- ¿Qué hay de nuevo, Scooby-Doo? - Elliot Blender (1ª voz) / Sugar
- Patoaventuras (2017) - Penumbra
- The Loud House - Carly Miller (temp. 5)
- Duck Dodgers - Capitana Aurora Soleil
- Calle Dálmatas 101 - Arabella / Voces adicionales
- KND: Los chicos del barrio - Voces adicionales
- Fútbol callejero - Voces adicionales
- Manzana y Cebollín - Voces adicionales

### Anime
- Bleach - Orihime Inoue
- Magical Doremi - Doremi Harukaze (En la segunda temporada)
- Yu-Gi-Oh! GX - Syrus Truesdale (Shō Marufuji) (1° voz)
- Los Caballeros del Zodiaco: La Saga de Hades (versión de TV) - Pandora
- Gulliver Boy - Phoebe
- Patlabor - Takeo Kumagami
- Digimon Adventure 02 - Cody Hida, Palmon (2º voz)
- Pokémon: Islas Naranja - Emily
- Pokémon: Los Viajes Johto - Miki
- La visión de Escaflowne - Merle
- Soul Hunter - Jai Ni
- Dr. Slump 2 - Arale Norimaki
- Naruto - Kagero Mujer
- El anillo mágico - Sombra A-ko
- Ikkitōsen - Ángeles Guerreros - Bunwa Kaku
- Beyblade: Metal Fusion - Yu Tendo
- Beyblade: Metal Masters - Yu Tendo
- Beyblade: Metal Fury - Yu Tendo

### Videojuegos
- Los Caballeros del Zodiaco: Alma de soldados - Pandora

### Películas de anime
- Detective Conan: El Rascacielos del Tiempo - Ayumi Yoshida
- Detective Conan: La decimocuarta víctima - Ayumi Yoshida
- My Hero Academia: Dos héroes - Inko Midoriya, Cow Lady
- Luces en el cielo - Profesora Miura

### Series de televisión
Christa B. Allen
- Los Hechiceros de Waverly Place - Daphne
- Zack y Cody: Gemelos a Bordo - Violet Berg

Otros
- Under the Dome - Julia Shumway (Rachelle Lefevre) (2013-2015)
- La peor bruja - Amanda / Sybill Hallow (Charlotte Knowles) (Temp 2) / Deborah (Candace Hallinan)
- Las aventuras de Pete y Pete - Ellen Hickle (Alison Fanelli)
- Doctor House - Rebecca Adler
- Hechiceras - Maggie Murphy (Amy Adams) (Temp 2 Cap 16) (2000)
- Y fueron infelices para siempre - Amber
- Espejito Espejito - Constance
- Es tan Raven - Srta. Romano
- Zack y Cody: Gemelos en acción- Tiffany
- Zack y Cody: Gemelos a bordo - Connie
- A todo ritmo - Ronnie (Anneliese van der Pol) (Temp 1 Cap 15)
- Baywatch - Joe
- Paso a paso - Lili Foster Lamberth (Emily Mae Young)
- Héroes - Heidi Petrelli (Rena Sofer)
- Cory en la Casa Blanca - Candy Smiles
- No Culpes al Koala - Gemma King
- Sabrina, la bruja adolescente - Marnie (Essence Atkins) (Temp 4 Cap 15 y 17)
- La siguiente supermodelo americana - Elyse / Catie / Norelle / Kyle / Kimberly
- La ley y el orden: Unidad de víctimas especiales - Sarah Avery (Ariel Arce)

(Temp. 4 Cap 21)
- Nueva York 22 - Jennifer "White House" Perry (Leelee Sobieski)

### Telenovelas brasileñas
Fernanda Machado
- Paraíso tropical - Joana Veloso Schneider Gouveia
- Acuarela del Amor - Laís
- Insensato corazón - Luciana Alencar

Mayana Neiva
- CuChiCheos - Desirée
- Cuento encantado - Vicentina
- Laberintos del corazón - Charlene

Priscila Fantin
- Chocolate con pimienta - Olga
- Alma gemela - Serena
- Siete pecados - Beatriz

Otros
- Rastros de mentiras - Aline Norinho (Vanessa Giaccomo) (versión TV Azteca)
- Mujeres apasionadas - Elisa
- Páginas de la vida  - Camila (Luciele di Camargo)
- Dos Caras - Bijouzita (Natasha Stransky)
- Escrito en las estrellas - Mônica (Isabela Meirelles)
- Fina estampa - Zuleika (Juliana Knust)
- Encantadoras - Chayene (Cláudia Abreu)